# Cybaeus aquilonalis
Espèce
Cybaeus aquilonalis est une espèce d'araignées aranéomorphes de la famille des Cybaeidae.

## Distribution
Cette espèce se rencontre au Japon et en Chine.

## Publication originale
- Yaginuma, 1958 : Spiders from Shimokita Peninsula, Aomori Prefecture, Japan. Miscellaneous Reports of the Research Institute for Natural Resources, Tokyo, vol. 46-47, p. 69-77.